# Lake Burley Griffin
Lake Burley Griffin är en sjö i Australien. Den ligger i territoriet Australian Capital Territory, i den sydöstra delen av landet. Sjön ligger 554 meter över havet.